# Фентанил
Фентанил (лат. Phentanylum) — наркотический опиоидный анальгетик, мощный агонист μ-опиоидных рецепторов. Выпускается в виде цитрата. Применяется главным образом как анальгетик в анестезиологии, парамедицине, полевой медицине и медицине катастроф, при злокачественных новообразованиях на поздней стадии и при лучевой болезни с фазой видимого клинического благополучия. Возможно применение для эвтаназии из-за высокой токсичности.
Ранее широко применялся для нейролептанальгезии в сочетании с нейролептиками (см. Дроперидол), в составе комбинированного препарата «таламонал».

## Общая информация
Фентанил — синтетический анальгетик, производное 4-аминопиперидина. По химической структуре частично сходен с промедолом. Оказывает сильное, но кратковременное (при разовом введении) анальгезирующее действие.
После внутривенного введения максимальный эффект развивается через 1—3 мин и продолжается 15—30 мин. После внутримышечного введения максимальный эффект наступает через 3—10 мин.
Для медикаментозной подготовки к наркозу (премедикации) фентанил вводят в дозе 0,05—0,1 мг (1—2 мл 0,005 % раствора) внутримышечно за полчаса до операции.
При операциях под местной анестезией фентанил (обычно использующийся в комбинации с нейролептиком) может быть применён как дополнительное обезболивающее средство. Вводят внутривенно или внутримышечно 0,5—1 мл 0,005 % раствора фентанила (при необходимости введение препарата можно повторять через каждые 20—40 мин).
Фентанил может быть использован для снятия острых болей при инфаркте миокарда, стенокардии, инфаркте легкого, почечных и печёночных коликах и др. Вводят внутримышечно или внутривенно 0,5—1—2 мл 0,005 % раствора. Фентанил часто применяют для этой цели в сочетании с нейролептическими препаратами.
Инъекции фентанила повторяют через 20—40 мин, а после операции — через 3—6 ч.
При применении фентанила, особенно при быстром введении в вену, возможно угнетение дыхания, которое может быть устранено внутривенным введением налоксона.
При непродолжительных внеполостных операциях, когда не требуется применения мышечных релаксантов и нейролептанальгезия проводится с сохранением спонтанного дыхания, фентанил вводят из расчёта 1 мл 0,005 % раствора на каждые 10—20 кг массы тела. При этом надо следить за адекватностью спонтанного дыхания. Необходимо иметь возможность произвести, если надо, интубацию трахеи и искусственную вентиляцию лёгких. При отсутствии условий для искусственной вентиляции лёгких использование фентанила для нейролептанальгезии недопустимо.
Могут наблюдаться двигательное возбуждение, спазм и ригидность мышц грудной клетки и конечностей, бронхиолоспазм, гипотензия, синусовая брадикардия. Брадикардия устраняется атропином (0,5—1 мл 0,1 % раствора).
Больным, леченным инсулином, кортикостероидами и гипотензивными средствами, вводят в меньших дозах.
К фентанилу могут развиться привыкание и болезненное пристрастие (физическая зависимость).
Ранние сообщения о возможной токсичности фентанила при контакте с кожей позже были опровергнуты Американской академией клинической токсикологии (англ. American Academy of Clinical Toxicology — AACT) и другими организациями.

## Физические свойства
Белый кристаллический порошок. Практически нерастворим в воде. Легко растворим в спирте.

## Хранение
Хранение: список А. Отпуск и применение производят по правилам, установленным для морфина и других наркотических анальгетиков.
В связи с высокой активностью препарата при работе с ним (на производстве) необходимо соблюдать осторожность (работать в помещении под тягой, в перчатках).

## Нейролептанальгезия
Для достижения нейролептанальгезии предварительно вводят нейролептик, затем фентанил из расчёта 1 мл 0,005 % раствора на каждые 5 кг массы тела больного. Вводят препарат медленно — внутривенно. Для вводного наркоза могут быть использованы вдвое меньшие дозы фентанила с последующим введением уменьшенных доз барбитуратов или других средств для наркоза (комбинированная индукция).
Как правило, после применения нейролептика и фентанила больному вводят мышечный релаксант, интубируют трахею и проводят вспомогательную или искусственную вентиляцию лёгких кислородом или смесью кислорода с закисью азота или другими ингаляционными анестетиками в уменьшенных концентрациях. Для поддержания анальгезии вводят при необходимости через каждые 10—30 мин дополнительно по 1—3 мл 0,005 % раствора фентанила.

## Противопоказания
Применение фентанила противопоказано при операции кесарева сечения (до экстракции плода) и при других акушерских операциях (в связи с повышенной чувствительностью дыхательного центра новорождённых к угнетающему действию фентанила), при выраженной гипертензии в малом круге кровообращения, при угнетении дыхательного центра, пневмонии, ателектазе и инфаркте лёгкого, бронхиальной астме, склонности к бронхиолоспазму, заболеваниях экстрапирамидной системы.

## Наркотические свойства
Длительное употребление фентанила чревато развитием наркомании, причём токсическое действие этого препарата более разнообразно по сравнению с морфином, поскольку по своей химической структуре вещества имеют мало общего. Биологическое воздействие фентанила неотличимо от того, которое вызывается героином, с тем исключением, что фентанил может быть в сотни раз сильнее. Фентанил чаще всего используется для внутривенного введения, но, как и героин, может быть выкурен или принят интраназально .
Использование фентанила получило особое распространение в Эстонии, по состоянию на 2012 год он почти вытеснил героин с местного рынка опиатов. Фентанил появился в Эстонии в самом начале 2000-х годов, когда возник дефицит героина.

## Передозировка
Смертельная доза для человека — 2 миллиграмма. Получить передозировку при приёме фентанила очень легко. Фармакокинетика препарата и его анестезирующий эффект могут быть совершенно непредсказуемыми в комбинации с другими лекарственными и химическими веществами (особенно спиртным и другими анальгетиками), — свыше 85 % случаев летального исхода характеризовались применением как минимум ещё одного препарата, причём установление значений летальной дозы фентанила в таком случае становится невозможным, разница дозы слишком велика от одного смертельного случая к другому, — поэтому критически важным условием при принятии решения о применении фентанила является временный (на период от метаболизации ранее принятых препаратов до окончания полного цикла метаболизации фентанила организмом) отказ от применения других медицинских препаратов, так как их Medicinal compound или метаболит может существенно усилить действие фентанила на организм и ускорить наступление передозировки с летальным исходом. Поэтому, в распоряжении применяющего фентанил обязательно должен присутствовать надёжный антидот типа налоксона или другое средство, которое следует применить незамедлительно при проявлении первых признаков передозировки или анафилактических реакций организма.
При незначительной передозировке наблюдается угнетение кашлевого центра, миоз (сильное сужение зрачков), возникновение галлюцинаций, снижение секреторной активности желудка, раздражение хеморецепторов кишечника, уменьшение мочеотделения, понижение основного обмена, понижение температуры тела, головокружение, головные боли, повышение тонуса гладкой мускулатуры, бронхоспазм, спазм в мочеточниках, боли при мочеиспускании, подавление продольной перистальтики кишечника, усиление поперечной перистальтики кишечника, усиление тонуса антрального отдела желудка, угнетение базальной секреции, замедление пассажа кишечного содержимого, дискинезия толстого кишечника, нарушения зрения, диспепсические расстройства, повреждение слизистой оболочки желудка, поражение интерстициальной ткани, отёк лёгких, гипоксия, брадикардия, остановка сердца, значительное угнетение дыхательного центра, ступор дыхательного центра головного мозга и остановка дыхания.
При длительном употреблении фентанила в дозах, даже незначительно превышающих терапевтические, возможно развитие таких заболеваний, как гастрит, язва желудка и язва двенадцатиперстной кишки. Также употребление фентанила может вызвать повреждение эндотелия сосудов печени, повреждение гепатоцитов и цирроз печени, что обусловлено гепатотоксичностью фентанила.
Передозировка фентанила — распространённое явление среди наркозависимых. В частности это послужило причиной смерти известных американских исполнителей: рэпера Lil Peep и рок-певца Принса, а также рэпера Coolio.

## Социальные последствия
По данным полиции США, распространение фентанила в качестве замены героина или в смеси с последним приводит к резкому повышению смертности наркоманов от передозировки. Повышенная опасность препарата связана также с тем, что добавление фентанила к чистому героину трудно распознаваемо и часто производится дилерами без ведома потребителя. Несмотря на высокий риск передозировки, фентанил пользуется большим спросом у наркозависимых из-за относительной дешевизны.
В начале 2018 года наркологи выяснили, что главным убийцей американских наркозависимых в последнее десятилетие оказался фентанил и другие синтетические опиоиды, распространившиеся на территории США. На долю синтетических опиоидов приходится более половины смертей наркоманов в США, что также связано и с мощным действием препарата, вызывающего передозировку при крайне малых дозах. 

Наркоторговцы в даркнете в 2018 году стали отказываться от распространения фентанила. Причиной этого послужило то, что из-за высокого риска летального исхода при передозировке фентанил вызывает слишком большое количество смертей и тем самым привлекает повышенное внимание правоохранительных органов.
В США в 2021 году от передозировки фентанила погибло около 70 тыс. человек; в 2022 г. эта цифра выросла до 80 тыс. человек; в 2023 г. может перевалить за 100 тысяч
.

## Правовой статус
Фентанил и некоторые его производные (карфентанил, ремифентанил, суфентанил) входят как наркотические средства в Список II Перечня наркотических средств, психотропных веществ и их прекурсоров, подлежащих контролю в Российской Федерации. 

Ряд его производных (альфа-ментилфентанил, альфа-метилтиофентанил, ацетил-альфаметилфентанил, ацетилфентанил, бета-гидрокси-3-метилфентанил, бета-гидроксифентанил, 3-метилтиофентанил, 3-метилфентанил, пара-фторфентанил, тиофентанил) внесены в Список I наркотических средств, оборот которых в Российской Федерации запрещён.

## Применение спецслужбами
Согласно официальному заявлению министра здравоохранения Юрия Шевченко, в инциденте с захватом заложников во время мюзикла «Норд-Ост»: «Для нейтрализации террористов был применён состав на основе производных фентанила… Сами по себе эти средства вызвать летальный исход не могут». Энди Оппенхеймер, ведущий американский специалист по химическому оружию, прокомментировал этот эпизод так: «Последствия, которые мы наблюдаем у бывших заложников, — рвота, потеря ориентации и паралич дыхательных путей, — сходны с теми, которые оказывает применение фентанила». Скорее всего, препарат на основе фентанила использовался совместно с галотаном (фторотаном), который обладает значительно большей летучестью.